# 丸の内入口
丸の内入口（まるのうちいりぐち）は、愛知県名古屋市中区三の丸一丁目にある名古屋高速道路都心環状線に接続するインターチェンジであり、伏見通（国道22号）の南行き車線に接続している。この入口は、都心環状線の着工後に追加が決まったインターチェンジである。

## 道路
- 名古屋高速都心環状線

## 歴史
- 1999年11月11日：設置。

## 利用台数
名古屋市統計年鑑による利用台数の推移
| 1999年（平成11年）度 | 259905台  |  |
| 2000年（平成12年）度 | 889237台  |  |
| 2001年（平成13年）度 | 1156519台 |  |
| 2002年（平成14年）度 | 1417834台 |  |
| 2003年（平成15年）度 | 1585051台 |  |
| 2004年（平成16年）度 | 1683298台 |  |
| 2005年（平成17年）度 | 1717433台 |  |
| 2006年（平成18年）度 | 1761012台 |  |
| 2007年（平成19年）度 | 1652548台 |  |
| 2008年（平成20年）度 | 1397695台 |  |
| 2009年（平成21年）度 | 1362574台 |  |
| 2010年（平成22年）度 | 1375591台 |  |
| 2011年（平成23年）度 | 1415008台 |  |
| 2012年（平成24年）度 | 1479907台 |  |
| 2013年（平成25年）度 | 1554561台 |  |

## 隣
名古屋高速都心環状線
(C07) 丸の内出口/(C08) 丸の内入口 - 東片端JCT - (C01) 東新町出口